# TMG
TMG (від англ. transmogrifier — перетворювач) — компілятор компіляторів створений Робертом Макклуром і представлений у 1965 році. TMG працював на сучасних йому суперкомп'ютерах (CDC 1604, IBM 7094) і таких операційних системах, як OS360 та Unix. Він був використаний для створення EPL, ранньої версії мови програмування PL/I в рамках проекту Multics. 
Дуглас Макілрой, який працював над EPL, переніс TMG до ранньої версії Unix. За словами Кена Томпсона, Макілрой написав TMG на аркуші паперу і «вирішив подати свій аркуш паперу на вхід своєму аркушу паперу», скомпілювавши таким чином вихідний код на асемблері для комп'ютера PDP-7, на якому спершу розроблялася ОС Unix. Таким чином TMG стала першою мовою програмування високого рівня у Unix. Томпсон далі використав TMG щоб створити компілятор мови Fortran, але в кінцевому підсумку створив мову програмування B. TMG входив до складу Unix до шостої версії включно.
Алгоритм рекурсивного спуску, за яким працює TMG, формально досліджували Александер Бірман та Джеффрі Ульман. Формальний опис алгоритму отримав назву «схема розпізнавання TMG» (скорочено TS ).